# 란사까군
란사까군은 나콘시탐마랏주의 행정 구역이다. 이 지역의 총 인구 수는 2012년 기준으로 40406명이다. 인구 밀도는 117.83km2이다.

## 행정 구역
| 번호 | 지명       | 태국어 지명 | 빌리지 | 인구   |  |
| ---- | ---------- | ----------- | ------ | ------ |  |
| 1.   | Khao Kaeo  | เขาแก้ว      | 6      | 7,293  |  |
| 2.   | Lan Saka   | ลานสกา      | 7      | 5,775  |  |
| 3.   | Tha Di     | ท่าดี         | 7      | 8,031  |  |
| 4.   | Kamlon     | กำโลน       | 11     | 8,804  |  |
| 5.   | Khun Thale | ขุนทะเล      | 11     | 10,135 |  |

|  | 이 글은 지리에 관한 토막글입니다. 여러분의 지식으로 알차게 문서를 완성해 갑시다. |